# Ω̈
Cette page contient des caractères spéciaux ou non latins. S’ils s’affichent mal (▯, ?, etc.), consultez la page d’aide Unicode.
L’oméga tréma, ω̈, est une lettre grecque additionnelle utilisée dans l’écriture du cappadocien par certains auteurs.

## Utilisation
En cappadocien, dans le Lexique historique du grec moderne (en), Ἱστορικὸν Λεξικὸν τῆς Νέας Ἑλληνικῆς (ΙΛΝΕ), l’oméga tréma est utilisé pour représenter une voyelle mi-fermée antérieure arrondie [ø].
Dans certaines variantes de l’alphabet phonétique américaniste, l’oméga tréma ‹ ω̈ › (ou si ses propriétés sont préférées, la lettre latine oméga ‹ ꞷ̈ ›) est utilisé pour noter une voyelle mi-ouverte antérieure arrondie [œ].